# جين بو
جين بو (بالصينية: 金波) (20 يناير 1993 في الصين - ) هو لاعب كرة قدم صيني في مركز الهجوم.

## وصلات خارجية
- جين بو على موقع قاعدة بيانات كرة القدم.إي يو (الإنجليزية)
- جين بو على موقع Soccerway.com (الإنجليزية)